# پوجیورزینی
پوجیورزینی (به ایتالیایی: Poggiorsini) یک کومونه در ایتالیا است که در استان باری واقع شده‌است. پوجیورزینی ۴۳ کیلومتر مربع مساحت و ۱٬۴۶۲ نفر جمعیت دارد و ۴۶۱ متر بالاتر از سطح دریا واقع شده‌است.